# Phylebria paulianella
Phylebria paulianella är en fjärilsart som beskrevs av Antoine Fortuné Marion och Pierre E.L. Viette 1956. Phylebria paulianella ingår i släktet Phylebria och familjen mott. Inga underarter finns listade i Catalogue of Life.